# Gunther Kortwich
Gunther Kortwich (né le 15 septembre 1928 à Berlin, mort le 30 septembre 2015 dans la même ville) est un ingénieur du son allemand.

## Biographie
Gunther Kortwich est le fils de Werner Kortwich, producteur et scénariste, et d'une chanteuse d'opéra. Son père voulait qu'il soit avocat, sa mère danseur. Gunther Kortwich suit un apprentissage de constructeur de bateaux pendant la Seconde Guerre mondiale. Kortwich vit à Hiddensee et à Berlin peu de temps avant la fin de la guerre en 1945 et est épargné du service militaire dans la Wehrmacht. Au cours des années qui suivent la fin de la guerre, Kortwich a toutes sortes d’emplois temporaires : la construction, le charbon et dans une chocolaterie. Quand une société de cinéma alliée cherche un chauffeur, Gunther Kortwich est embauché et commence sa carrière au cinéma.
Sa première expérience pratique est chez la société de production Arca de Gero Wecker, pour laquelle il est à l'origine (à partir de 1953) chauffeur. À partir de 1955, il travaille pour Wecker en tant qu’assistant du son. Il devient ingénieur du son en 1963. Au cours des quatre décennies suivantes, il supervise près de 150 films et collabore avec des réalisateurs complètement différents, dont des représentants du "cinéma de papa" tels que Franz Antel, Géza von Cziffra, Alfred Vohrer ou Helmut Käutner ou des auteurs comme Rainer Werner Fassbinder, Hark Bohm, Marianne Lüdcke, Helma Sanders-Brahms, Helke Sander, Alexander Kluge, Hans Noever ou Wim Wenders. Il travaille aussi pour des téléfilms et des séries télévisées. Kortwich met fin à sa carrière cinématographique en 2000.
Cependant, avec son entreprise Gunther Kortwich Film-Ton-Technik et son studio, il reste actif jusqu'à sa mort.

## Filmographie
- 1963 : Le Train de Berlin est arrêté
- 1963 : Le Château Gripsholm (en)
- 1963 : Es war mir ein Vergnügen
- 1964 : Das Wirtshaus von Dartmoor (de)
- 1964 : Frühstück mit dem Tod
- 1965 : Jedermannstraße 11 (série télévisée)
- 1965 : Corrida pour un espion
- 1965 : Förster Horn (série télévisée)
- 1966 : La Voleuse
- 1967–1968 : Till, der Junge von nebenan (série télévisée)
- 1968 : Alles dreht sich um Michael (série télévisée)
- 1969 : Sieben Tage Frist (de)
- 1969 : Oswalt Kolle: Deine Frau, das unbekannte Wesen
- 1970 : Tommy Tulpe (série télévisée)
- 1970 : Die Feuerzangenbowle (de)
- 1970 : Was ist denn bloß mit Willi los?
- 1970 : Piggies
- 1971 : La Morte de la Tamise
- 1971 : Hurra, wir sind mal wieder Junggesellen!
- 1971 : Jakob von Gunten (TV)
- 1971 : No, No, Nanette
- 1971 : Willi wird das Kind schon schaukeln
- 1971 : Les Larmes amères de Petra von Kant
- 1972 : Pas de frontières pour l'inspecteur : Le Milieu n'est pas tendre (TV)
- 1972 : Knast (TV)
- 1972 : Der Ehefeind
- 1972 : Pan
- 1973 : Tod in Scheveningen (TV)
- 1973 : Algebra um acht (série télévisée)
- 1973 : Zu einem Mord gehören zwei (TV)
- 1973 : Travaux occasionnels d'une esclave
- 1974 : Marianne findet ihr Glück (TV)
- 1974 : Schattenreiter (TV)
- 1975 : Eiszeit
- 1975 : L'Enlèvement
- 1975 : Sommergäste
- 1975 : Schatten der Engel
- 1975 : Mer du nord, mer de la mort
- 1976 : Reifezeit (TV)
- 1976 : Les Frères
- 1977 : Heinrich
- 1977 : Tod oder Freiheit
- 1977 : La Femme d'en face
- 1978 : C'est mon gigolo
- 1978 : Drei Damen vom Grill (série télévisée)
- 1978 : Personnalité réduite de toutes parts
- 1979 : Die große Flatter (série télévisée)
- 1979 : Aller jamais retour
- 1979 : Sonne, Wein und harte Nüsse (série télévisée)
- 1979 : Fabian
- 1979 : Groß und Klein
- 1980 : Allemagne, mère blafarde
- 1980 : Ordnung
- 1980 : Malou
- 1980 : Der rote Strumpf
- 1980 : Looping
- 1981 : Nach Mitternacht
- 1981 : Freak Orlando
- 1981 : Kamikaze 1989
- 1982 : Manni, der Libero (série télévisée)
- 1982 : Flüchtige Bekanntschaften (TV)
- 1982 : Die wilden Fünfziger
- 1983 : Hanna von acht bis acht (TV)
- 1983 : Un amour en Allemagne
- 1984 : Les Yeux du désir (de)
- 1984 : Sigi, der Straßenfeger
- 1984 : L'Avenir d'Émilie
- 1984 : Amère Récolte
- 1985 : Levin und Gutmann (série télévisée)
- 1985 : A.I.D.S. Trop jeune pour mourir
- 1985 : Die Sache ist gelaufen
- 1985 : L'Été du samouraï
- 1986 : Miko – aus der Gosse zu den Sternen
- 1987 : Harald und Eddi (TV)
- 1987 : Der Madonna-Mann
- 1987 : Yasemin
- 1988 : La amiga
- 1988 : Die schöne Mama
- 1989 : Le Philosophe
- 1989 : Sieben Frauen
- 1989 : Le Saint, faux numéro
- 1989 : Der Skipper
- 1990 : Attention, Papa arrive ! (de)
- 1991 : Le Coup de foudre
- 1992 : Wolff, police criminelle (série télévisée)
- 1992 : Si loin, si proche !
- 1993 : Berlin antigang (série télévisée)
- 1995 : Rache (TV)
- 1995 : Le Secret de l'amour (TV)
- 1995 : À côté du temps (TV)
- 1998 : Just Married
- 1999 : Benzin im Blut (série télévisée)